# Spilarctia adelphus
Spilarctia adelphus là một loài bướm đêm thuộc phân họ Arctiinae, họ Erebidae.